# Mělčany
Mělčany (en allemand : Mieltschan) est une commune du district de Brno-Campagne, dans la région de Moravie-du-Sud, en République tchèque. Sa population s'élevait à 486 habitants en 2020.

## Géographie
Mělčany se trouve à 3 km à l'est-nord-est de Dolní Kounice, à 16 km au sud-ouest de Brno et à 186 km au sud-est de Prague.
La commune est limitée par Silůvky et Ořechov au nord, par Bratčice à l'est, par Němčičky et Pravlov au sud, et par Dolní Kounice à l'ouest.

## Histoire
La première mention écrite de la localité date de 1181.